# 殷濡
殷濡（1527年—？），字子沾，直隸蘇州府常熟縣人，軍籍，明朝政治人物。

## 生平
嘉靖四十年（1561年）辛酉科應天府鄉試第十二名舉人。隆慶二年（1568年）中式戊辰科會試第六十一名，三甲第二百二十三名進士。隆慶二年（1568年）任廣東南雄府推官。升雷州府、思明府同知，官至工部郎中。

## 家族
曾祖殷輹；祖父殷昶；父殷璽。母王氏。永感下。兄殷沐、殷治。